# Scolitantides divina
Scolitantides divina är en fjärilsart som beskrevs av Fixs. Scolitantides divina ingår i släktet Scolitantides och familjen juvelvingar. Inga underarter finns listade.